# Christiaan Tonnis
Christiaan Tonnis (né le 5 juin 1956 à Sarrebruck) est un peintre, dessinateur et artiste vidéo allemand.

## Biographie
Il étudie de 1980 à 1985 à l'École supérieure de design d'Offenbach-sur-le-Main (de) auprès de Dieter Lincke et Herbert Heckmann (de).
Il vit et travaille à Francfort-sur-le-Main.

## Œuvre

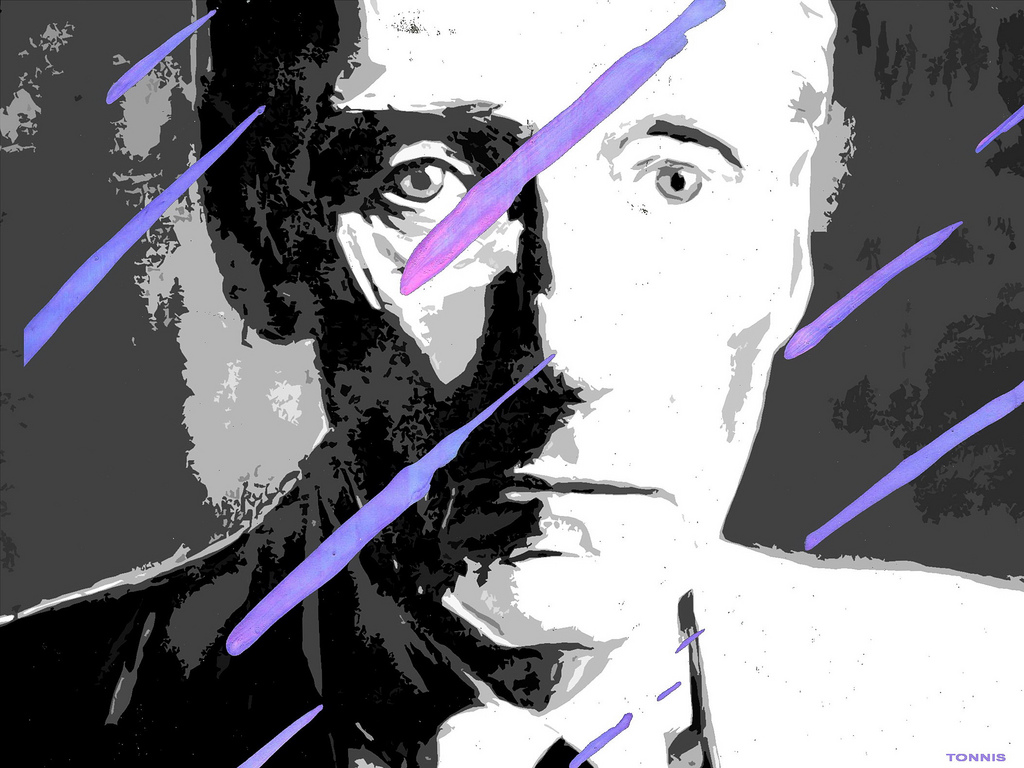
Christiaan Tonnis, William S Burroughs, vidéo, 2008

L'intérêt de Tonnis pour la littérature sur la psychopathologie et la psychanalyse se réflète dans ses premiers travaux. Ils représentent des maladies comme la catatonie ou la dépression périnatale de façon plus ou moins explicite dans des portraits. En 1986, il met en scène les portraits d'écrivains et de philosophes.
En 2003, il fait des "images de méditation", des motifs géométriques aux couleurs vives, mettant côte à côte le Bardo Thödol et le Nouveau Testament.
Créé en 2006, ouvert pendant dix jours en janvier 2008, sa page Myspace expose chaque jour une image inspiré des romans ou de l'autobiographie de Thomas Bernhard. Le thème de cette page est la devise de Bernhard: "Dans l'obscurité, tout devient clair".
En 2006, Christiaan Tonnis se met à la vidéo. En de courtes séquences, il livre ses impressions sur Thomas Bernhard, William S. Burroughs et Georg Trakl.
Pour l'exposition en 2008 du Frieze Art Fair, il participe au "road movie" dirigé par Neville Wakefield inspiré du roman La Route de Cormac McCarthy.

## Expositions (sélection)
- 1986 Dessins, Galerie Das Bilderhaus, Francfort-sur-le-Main
- 1989 Christiaan Tonnis, Galerie Einbaum, Francfort-sur-le-Main
- 1990 Christiaan Tonnis, Galerie Limberg, Francfort-sur-le-Main
- 2007 CATWALK!, Eulengasse, Francfort-sur-le-Main
- 2007 Sem Palavras / Ohne Worte, Instituto Histórico de Olinda, Olinda
- 2008 Antarctic Meltdown, Melbourne International Arts Festival, Melbourne
- 2008 Digital Fringe 08, Melbourne Fringe Festival, Melbourne
- 2008 Electrofringe, This Is Not Art, Newcastle (New South Wales)
- 2008 Road Movie, Frieze Art Fair, Londres
- 2009 Gut ist was gefällt, Kunstverein Familie Montez, Francfort-sur-le-Main
- 2010 2009 Was A Rough Year, Lilly McElroy, Thomas Robertello Gallery, Chicago
- 2010 De l'autre côté du miroir, Klosterpresse, Francfort-sur-le-Main
- 2011 Thomas Bernhard – "Gel", Eulengasse, Francfort-sur-le-Main
- 2011 Und das soll Kunst sein?, Kunstverein Familie Montez, Francfort-sur-le-Main
- 2012 Luminale 2012
- 2012 Terremoto – Beben, de Nikolaus A. Nessler en collaboration avec Christiaan Tonnis (Film), Nico Rocznik (Lumière) et Manuel Stein (Musique), Kunsthaus Wiesbaden
- 2013 Wurzeln weit mehr Aufmerksamkeit widmen, Kunstverein Familie Montez et Der Laden/Bauhaus-Universität Weimar
- 2014 Luminale: Les Fleurs du mal – Dithering Cities, avec Elizabeth Dorazio, Mirek Macke, Nikolaus A. Nessler, Christiaan Tonnis et Alexander M. Winn, Francfort-sur-le-Main[5]
- 2019: Christiaan Tonnis – Screening Montez 2009-14, Kunstverein Familie Montez, Frankfurt
- 2015: Kunst Messe Frankfurt 15, Kunstverein Familie Montez, Frankfurt
- 2017: Supermarket 2017 – Stockholm Independent Art Fair, Stockholm[6]
- 2018: Quinceañera, Kunstverein Eulengasse, Frankfurt[7]
- 2018: Supermarket Art Fair, Daily Film Documentation of Performances, Stockholm[8]
- 2019: Latitudes Festival, Santa Cruz de la Sierra
- 2019: Open/Occupy II, Kunstfabrik am Flutgraben, Berlin[9]